# PC原人3
『PC原人3』（ピーシーげんじんスリー）は、1993年4月2日にハドソンから発売されたPCエンジン用横スクロールアクションゲーム。北米では『Bonk 3: Bonk's Big Adventure』のタイトルで発売された。

## 概要
『原人シリーズ』第4作目であり、シリーズ初の2人同時プレイが可能となった。ゲーム内容はシリーズ恒例となった恐竜王国を舞台としており、主人公の「原人」および「サブ原人」を操作し、悪の大王「キングタマゴドンIII世」を倒す事を目的としている。
1993年12月に北米でのみPCエンジンSUPER CD-ROM2用ソフトとして発売された。
2007年にWii用ソフトとしてバーチャルコンソールにて配信された他、2010年にはPlayStation 3およびPlayStation Portable用ソフトとしてPCエンジンアーカイブスにて配信、2011年にはiOS用ソフトとして『PC Engine GameBox』に収録されて配信、2014年にはWii U用ソフトとしてバーチャルコンソールにて配信された。

## ゲーム内容
基本的なゲームシステムは前作までのシステムを踏襲しているが、本作より2人同時プレイが可能となり、また縦横にスクロールするようになった。
新アクションとして原人がパイプの中を高速で移動する「ジェットローラーパイプ」が追加された。
その他、原人の変身に関して新アイテム「キャンディ」が登場し、取る事で原人のサイズが変化し、「大原人」「マメ原人」に変身することが可能となった。

## プロローグ
物語の舞台は恐竜王国。この頃はガリバーのような巨人族がうろつくようになったと言う噂もあり、町はかなりの発達を見せている。
一方海の底にはキングタマゴドンIII世の彫像で封印された月が沈んでいた。かつて原人の活躍によって元に戻ったはずの月に一体何があったのだろうか。キングタマゴドンIII世の企みを確かめるために原人は再び冒険の旅に出た。

## アクション
- 移動
  - 方向キーの左右。
- ジャンプ
  - Iボタン。
- ボンク（頭つき攻撃）
  - IIボタン。
- スピンボンク
  - ジャンプ中にIIボタンを押すことで下方向にボンクが可能。通常のボンクよりも攻撃力が増す。IIボタンを連射することで滞空時間を伸ばすことも可能。
- 水中遊泳
  - 水中では方向キーで自由に動ける他、Iボタンで浮力を得て急上昇できる。
- 根性登り
  - Iボタン連射で特定の垂直の壁をよじ登ることができる。
- 大車輪
  - 横にのびた木はジャンプと上キーで大車輪が可能。IIボタンで加速もできる。
- 木登り
  - 方向キーの上下で自由に登り降りでき、左右キーで左右に回ることも可能。I、IIボタンで離れる。
- 滝登り
  - 方向キー上とIボタンで滝を登ることができ、Iボタン連射で加速する。
- 三角とび
  - 狭い壁の間をジャンプとIIボタンを押すことで飛び移る技。連続して使うことで高いところまで登ることもできる。
- ジェットローラーパイプ
  - 入り口の真ん中に乗ることで原人がパイプの中に入り、パイプを伝って高速で移動できる。
- 復活
  - 原人のライフが0になってしまっても、ストックがある場合はIボタンを押すことでその場で復活できる。

## パワーアップ
原人はアイテム「ちっちゃい肉/おっきい肉」を取ることで最大2段階パワーアップできる。2段階目にパワーアップする度に一定時間無敵状態になる。パワーアップは時間経過もしくは被ダメージで1段階ずつ解除されるが、パワーアップ中はダメージを受けてもライフに影響はない。
PC美人（ピーシーびじん）
1段階目のパワーアップ。攻撃力が2倍となり、通常攻撃が敵を停止させる「投げキッス」となる。また地面に頭突きすることで敵の動きを止められる「グランドボンク」となる。
PC噴人（ピーシーふんじん）
2段階目のパワーアップ。攻撃力が3倍となり、口から火を吐いて攻撃できるようになる。グランドボンクをすると画面内の敵全てに大ダメージを与えられる。

### サイズ変化
アイテム「キャンディー」を取ることで原人のサイズが変化する。青いキャンディーをとると大きくなり、赤いキャンディーを取ると小さくなる。
フツウ原人/フツウ美人/フツウ噴人
通常のサイズ。
大原人/大美人/大噴人
敵への当たり判定が大きくなる。
マメ原人/マメ美人/マメ噴人
敵への当たり判定が小さくなる。

### 特殊な変身
カニ原人
仕掛けに潰されることで原人がカニに変身した姿。水中で速く移動することができ、IIボタンでハサミを振り上げて攻撃することも可能。

## アイテム
- ニコニコチップ
  - ラウンドクリア後にボーナスゲームに挑戦するために必要となる。
- ハート
  - ライフがハート1個分回復する。
- ドデカハート
  - ライフが全回復する。
- クリスタルハート
  - ライフの最大をハート1個分増やせる。
- フルーツ
  - ライフが少しだけ回復し、200点入る。
- ちっちゃい肉
  - 原人が1段階パワーアップする。
- おっきい肉
  - 原人が一気に2段階パワーアップできる。
- 花のたね
  - プロペラフラワーの種。取ると原人の頭にプロペラフラワーが咲き、空を飛ぶことができるようになる。ダメージを受けると解除される。
- プチフラワー
  - ボーナスステージに行ける。
- 青いキャンディー
  - 原人が大きくなる。
- 赤いキャンディー
  - 原人が小さくなる。
- ナゾの1UP
  - 原人のストックが1つ増える。
- 得点アイテム
  - 取るとスコアが加算される。

## 移植版
| No. | タイトル                             | 発売日                                   | 対応機種                                                 | 開発元   | 発売元                 | メディア                                | 型式           | 備考 |
| --- | ------------------------------------ | ---------------------------------------- | -------------------------------------------------------- | -------- | ---------------------- | --------------------------------------- | -------------- | ---- |
| 1   | Bonk 3: Bonk's Big Adventure         | 1993年12月                               | PCエンジンSUPER CD-ROM2                                  | エーアイ | ハドソン               | CD-ROM                                  | TGXCD1052      |      |
| 2   | PC原人3 Bonk 3: Bonk's Big Adventure | 2007年6月19日 2007年8月31日 2007年9月3日 | Wii                                                      | エーアイ | ハドソン               | ダウンロード （バーチャルコンソール）   | PBIJ PBIP PBIE |      |
| 3   | PC原人3                              | 2010年1月20日                            | PlayStation 3 PlayStation Portable (PlayStation Network) | エーアイ | ハドソン               | ダウンロード （PCエンジンアーカイブス） | NPJJ-30017     |      |
| 4   | PC Engine GameBox                    | 2011年5月9日                             | iPhone iPod touch (iOS)                                  | ハドソン | ハドソン               | ダウンロード                            | -              |      |
| 5   | PC原人3 Bonk 3: Bonk's Big Adventure | 2014年6月25日 2017年6月29日              | Wii U                                                    | エーアイ | KDE D4エンタープライズ | ダウンロード （バーチャルコンソール）   | PNHJ           |      |

## スタッフ
- 企画：あんじぇら（吉川昇一）、しかばねん（赤羽仁）
- キャラクター・デザイン：青木コブ太（レッドカンパニー）
- グラフィック（スプライト）：さんだあ るう（倉本奈緒）、じゃねっと（八田博信）、ごつお（ごたんだじん）
- グラフィック（背景）：ばーばら うも（兎本勇児)、いんない（印内紀美）、もりあいおたく（もりあいてつや）、さかきばらよーこ
- プログラム・ディレクター：どくたーあらい（荒居弘之）
- プログラム：とむーん（いしがみとよしげ）、じゅんすか ねーちゃん（相原順子）
- 音楽：たろう（原太郎）/T's MUSIC、おくに（小松邦夫）/T's MUSIC
- スペシャル・サンクス：阿部K助、湯沢河童、レッドカンパニーのみなさん、門脇光弘、青山英治、宮本徳人、邱志強、やまぎしゆか（えちおぴ）、ハドソンのみなさん、吉川信司 (T's MUSIC)
- ディレクター：ANGELA（吉川昇一）

## 評価
ゲーム誌『ファミコン通信』の「クロスレビュー」では、8・6・7・7合計28点（満40点）、『月刊PCエンジン』では90・80・95・80・85の平均86点（満100点）、『電撃PCエンジン』では75・85・75・75の平均77.5点（満100点）、『PC Engine FAN』の読者投票による「ゲーム通信簿」での評価は以下の通りとなっており、23.27点（満30点）となっている。また、この得点はPCエンジン全ソフトの中で71位（485本中、1993年時点）となっている。
| 項目 | キャラクタ | 音楽 | 操作性 | 熱中度 | お買得度 | オリジナリティ | 総合  |
| 得点 | 4.34       | 3.59 | 3.93   | 3.96   | 3.61     | 3.84           | 23.27 |